# Kōbunsha
Kōbunsha Co., Ltd (株式会社光文社, Kabushiki-gaisha Kōbunsha) est une maison d'édition créée le 1er octobre 1945, filiale de Kōdansha, qui publie essentiellement de la littérature, des mangas et de la presse féminine.

## Magazines édités

### Magazines féminin
- JJ
- Bis
- Classy
- Very
- Story
- Mart
- Josei Jishin

### Magazines masculins
- Gainer
- Brio

### Autres magazines
- Giallo
- Flash
- Shousetsu Houseki